# Liste der Ortsteile von Suhl

Stadtgliederung

Diese Liste enthält alle Ortsteile der kreisfreien thüringischen Stadt Suhl.
| Ort                       | Fläche | Einwohner 2009 | Eingemeindung nach Suhl |
| ------------------------- | ------ | -------------- | ----------------------- |
| Albrechts                 | 9,70   | 1.300          | 1994                    |
| Dietzhausen               | 10,70  | 1.157          | 1994                    |
| Gehlberg                  | 20,43  | 502            | 2019                    |
| Goldlauter-Heidersbach    | 17,10  | 2.824          | 1979                    |
| Heinrichs                 | 2,80   | 1.482          | 1936                    |
| Mäbendorf                 | 9,10   | 682            | 1979                    |
| Schmiedefeld am Rennsteig | 18,17  | 1.653          | 2019                    |
| Suhl, Kernstadt           | 35,80  | 30.388         | —                       |
| Vesser                    | 10,30  | 225            | 1994                    |
| Wichtshausen              | 6,00   | 560            | 1994                    |

Des Weiteren gehören die Dörfer Neundorf (908 Einwohner, 1,2 km² Fläche und 1936 eingemeindet) und Lauter zu Suhl, das sich im Lautertal im Nordosten der Suhler Gemarkung zwischen dem Stadtzentrum und Goldlauter befindet. Die eigentliche Stadt Suhl wiederum gliedert sich in zu DDR-Zeiten in Plattenbauweise gemeinsam errichtete Wohnquartiere wie den Friedberg, den Döllberg, die Siedlung an der Ilmenauer Straße, die Aue und Suhl-Nord. Auf den Hügeln westlich des Zentrums liegen die Siedlungen Lautenberg und Linsenhof. Zu Gehlberg gehört die Schmücke.